# 신국사
신국사(일본어: 新国史 신코쿠시[*])는 육국사의 마지막 서인 일본삼대실록을 이어 편찬된 역사서이다. 초고 단계에서 완성하지 못하고 그쳤다. 일설에 따르면 『속삼대실록』(続三代実録, ぞくさんだいじつろく)이라고도 불렸다고 하는 이야기도 있다. 저자는 후지와라노 사네요리(藤原実頼) ・ 오에노 아사쓰나(大江朝綱) 등이었다. 

## 개요
우다 천황(宇多天皇) ・ 다이고 천황(醍醐天皇) 2대에 걸쳐 있었던 일들을 다룬 정사(正史)의 편찬 사업은 스자쿠 천황(朱雀天皇) 쇼헤이(承平) 6년(936년)에 찬국사소(撰国史所)라는 기관이 세워져서 후지와라노 쓰네스케(藤原恒佐) ・ 다이라노 고레모치(平伊望)가 벳토(別当)로 임명되어 오에노 아사쓰나 등에게 작업을 보좌하게 하였다. 그러나 작업은 신통치 못했고, 무라카미 천황(村上天皇) 덴랴쿠(天暦) 8년(954년)에 당시 최고 실력자였던 후지와라노 사네요리를 총재(総裁)로 삼아서 오에노 아사쓰나를 벳토로 삼고 스자쿠 천황 시대의 추가를 명하는 동시에 작업의 촉진을 꾀하였다. 그러나 3년 뒤에 오에노 아사쓰나가 급서하고 벳토가 오에노 고레토키(大江維時)로 대체되었고, 시기를 같이 하여 일본에서 율령제의 이완으로 조정 내에서의 정사 편찬에 대한 의욕도 옅어져가는 등, 안나(安和) 2년(969년)을 마지막으로 활동 기록은 보이지 않게 된다. 또한 이 책이 완성되었다고 하는 기록도 없어서 미완에 그친 것으로 여겨지고 있다. 
다만 초고는 존재하고 있을 정도였고 사본 등의 형태로 소유되고 있었던 것으로 보이며, 이치조 천황(一条天皇) 간코(寛弘) 7년(1010년) 무렵에 천황이나 당시의 권력자 후지와라노 미치나가(藤原道長)가 신국사의 편찬 재개를 검토하였지만, 천황이 붕어하면서 실현에 옮기지는 못하게 된 점 그리고 후지와라노 미치노리(藤原通憲, 신제이信西)가 작성한 도서 목록 등에 따르면 40권본과 50권본이 있었다는 점 등을 알 수 있다. 후자가 특히 『속삼대실록』이라고 불리고 있었던 점에서 일본에서는 메이지 시대 반 노부토모(伴信友) 이래 우다 ・ 다이고 2대가 기록된 것이 40권, 나머지 10권에서 스자쿠 천황 1대가 추가되었기 때문에 『속삼대실록』이라고 불리게 되었다고 보는 것이 통설이 되었다. 
헤이안 시대(平安時代)에는 초고는 남아 있었던 것으로 보이지만, 후에 완전히 흩어져서 현대에는 『중우기』(中右記) 등에 그 일부가 인용되어 남아 전해질 뿐이다. 또한 『일본기략』(日本紀略)의 집필 당시 《신국사》의 초고가 그 원전의 일부로써 사용되었다고 여겨지고 있다.
사학자 호소이 히로시(細井浩志)는 『신국사』를 토대로 하였다고 추정되는 『일본기략』의 기사 가운데 현대에는 과학적으로 발생일을 산출해낼 수 있는 일식 등의 천문현상 기사가 있는지 없는지의 여부를 검토해서, 쇼타이(昌泰) 연간까지는 높은 확률로 합치되고 있음에도 불구하고 엔기(延喜) 이후 돌연 기재 누락이 급증하고 있다는 점을 지적하고, 쇼타이의 변(昌泰の変), 즉 다이고 천황이 스가와라노 미치자네(菅原道真)를 다자이후(大宰府)로 좌천(사실상 유배)시킨 사건(이 사건을 전후하여 「엔기」로 연호를 바꾸었다)에 대한 기술방침이 정리되지 않았고 해당 사건 이후의 초고가 미정본으로 그쳤다는 견해를 세우고 있다. 또한 동시에 《신국사》를 사실상 폐위되어 오래 살았던 요제이 상황(陽成上皇)에 대해 고코 천황(光孝天皇)의 친아들이라고는 하지만 일단은 신적강하(臣籍降下)된 뒤에 황족으로 복귀하여 황위를 이었던 우다 천황 계통의 정통성을 주장하기 위해 기획된 것으로, 덴랴쿠 3년(949년) 우다 상황의 서거로 인해 적극적인 편찬 동기가 사라져버렸을 것이라는 견해를 세우고 있다. 한편 우다 천황과 요제이 상황 사이의 대립과 정사 편찬과의 관련성 문제는 엔도 케이타(遠藤慶太)가 『일본삼대실록』 편찬의 동기로써 거론하고 있다.